# Kamčatská oblast
Kamčatská oblast  byla správní administrativní subjekt Ruské federace, než byla 1. ledna 2007 sloučena s Korjackým autonomním okruhem v Kamčatský kraj. Nacházela se na Dálném východě v severovýchodní Sibiři na poloostrově Kamčatka a na ostrovech Komandorských a Karaginském. Zabírala 170 800 km², měla 334 000 obyvatel, oblastní středisko byl Petropavlovsk-Kamčatskij.

## Historie
V roce 1652 vybudovali kozáci pevnost v Anadyru (dnes administrativní centrum Čukotského autonomního okruhu). Ta se stala centrem ruské expanze na poloostrov Kamčatka, který se stal roku 1697 součástí carského Ruska. 2. prosince 1849 byla zřízena svébytná Kamčatská oblast. V roce 1856 byla oblast začleněna do Přímořské oblasti Východní Sibiře. V roce 1909 se oblast stala opět svébytnou. Na přelomu let 1920/21 byla součástí Dálněvýchodní republiky, v roce 1925 začleněna do Dálněvýchodního kraje. V roce 1932 byla, v rámci Dálněvýchodního kraje RSFSR, zřízena Kamčatská oblast, jejíž součástí se stal (až do roku 1993) i Korjacký národnostní okruh. V roce 1938 byl Dálněvýchodní kraj rozdělen na Přímořský a Chabarovský kraj, jehož se stala součástí. V roce 1956 (23. ledna) se Kamčatská oblast stala samostatnou oblastí RSFSR.
1. července 2007 vznikl sloučením Kamčatské oblasti a Korjackého autonomního okruhu Kamčatský kraj.

## Oblastní symboly

### Vlajka
Vlajka Kamčatské oblasti byla tvořena listem o poměru stran 2:3, se dvěma vodorovnými pruhy: bílým a světle modrým s poměrem šířek 2:1. V horním rohu se nacházely figury z tehdejšího znaku oblasti: černé sopky s bílými vrcholky a dýmem, dštící červené plameny, lemované po stranách světle modrými a bílými vlnami. Bílé detaily kresby byly, s výjimkou vln, odděleny od bílého podkladu listu tenkými, světle modrými konturami.